# دهستان چغان
دهستان چغان، یکی از دهستان‌های بخش مرکزی شهرستان جویم در استان فارس ایران است. مرکز این دهستان، روستای چغان است.

## جمعیت
بر پایه سرشماری عمومی نفوس و مسکن در سال ۱۳۹۵، جمعیت دهستان چغان برابر با ۳٬۰۳۳ نفر بوده‌است.